# Ganzihexiang (ort i Kina, Qinghai Sheng, lat 37,15, long 100,54)
Ganzihexiang är en ort i Kina. Den ligger i provinsen Qinghai, i den nordvästra delen av landet, omkring 120 kilometer nordväst om provinshuvudstaden Xining. Antalet invånare är 4 571. Befolkningen består av 2 287 kvinnor och 2 284 män. Barn under 15 år utgör 21,0 %, vuxna 15-64 år 72 %, och äldre över 65 år 6,0 %.
Runt Ganzihexiang är det mycket glesbefolkat, med 7 invånare per kvadratkilometer. Det finns inga andra samhällen i närheten. Trakten runt Ganzihexiang består i huvudsak av gräsmarker.
Genomsnittlig årsnederbörd är 459 millimeter. Den regnigaste månaden är juli, med i genomsnitt 103 mm nederbörd, och den torraste är december, med 2 mm nederbörd.